# Saint-Bonnet-Tizon
Ancienne commune de l'Allier, la commune de Saint-Bonnet-Tizon a existé de 1830 à 1841. Elle a été créée en 1830 par la fusion des communes de Saint-Bonnet-de-Bellenaves et de Tizon. En 1841 elle a été rattachée à la commune de Bellenaves.
Le village de Saint-Bonnet-Tizon ou Saint-Bonnet-de-Tizon est situé au sud du bourg de Bellenaves, sur la route d'Ébreuil (D 43). Tizon se trouve plus à l'ouest, de l'autre côté de la voie de chemin de fer de la ligne de Commentry à Gannat.
Le musée de l'Automobile de Bellenaves se trouve dans le village de Saint-Bonnet-de-Tizon. À Tizon, où l'on rencontre deux groupes d'habitats distants de 200 m, on voit encore dans le groupe de l'est une maison forte, flanquée d'une grosse tour, remontant au moins au XIVe siècle et on discerne plus difficilement dans celui de l'ouest les vestiges (embrasures de fenêtres, forme du chœur) de l'ancienne église transformée en bâtiment d'exploitation.